# Partija za demokratsko delovanje
Die Partija za demokratsko delovanje (PDD, albanisch Partia për veprim demokratik, deutsch „Partei für Demokratische Aktion“) ist eine 1990 gegründete serbische Regionalpartei mit Sitz in Preševo, die sich für die albanische Minderheit einsetzt. Die Partei hat ihren regionalen Schwerpunkt im Preševo-Tal, für dessen Autonomie sie im März 1992 gegen den Willen der Regierung Serbiens ein Plebiszit organisierte.
Von der Gründung bis Oktober 2018 war Riza Halimi Vorsitzender der Partei. Er wurde von Šaip Kamberi abgelöst.

## Belege
1. ↑  Nathalie Clayer, Xavier Bougarel: Les musulmans de l'Europe du sud-est: des empires aux États balkaniques (= Terres et gens d'islam). Karthala : IISMM, Paris 2013, ISBN 978-2-8111-0905-9, S. 233.
2. ↑  Šapi Kamberi novi predsednik PDD. In: Koordinaciono telo Vlade Republike Srbije za opštine Preševo, Bujanovac i Medveđa. 8. Oktober 2018, abgerufen am 18. Januar 2019 (serbisch).